# Quadrik

Quadriken im dreidimensionalen Raum: ein- und zweischaliges Hyperboloid, Ellipsoid, hyperbolisches Paraboloid, Zylinder, elliptisches Paraboloid und Kegel (von links nach rechts)

Eine Quadrik (von lateinisch quadra Quadrat) ist in der Mathematik die Lösungsmenge einer quadratischen Gleichung mehrerer Unbekannter. In zwei Dimensionen bildet eine Quadrik im Regelfall eine Kurve in der Ebene, wobei es sich dann um einen Kegelschnitt handelt. In drei Dimensionen beschreibt eine Quadrik im Regelfall eine Fläche im Raum, die auch Fläche zweiter Ordnung oder quadratische Fläche genannt wird. Allgemein handelt es sich bei einer Quadrik um eine algebraische Varietät, also um eine spezielle Hyperfläche, in einem endlichdimensionalen reellen Koordinatenraum. Durch eine Hauptachsentransformation lässt sich jede Quadrik auf eine von drei möglichen Normalformen transformieren. Auf diese Weise können Quadriken in verschiedene grundlegende Typen klassifiziert werden.
Quadriken werden insbesondere in der analytischen und der projektiven Geometrie untersucht. Anwendungen für Quadriken in Technik und Naturwissenschaften finden sich unter anderem in der Geodäsie (Referenzellipsoid), der Architektur (Tragwerkskonstruktion) oder der Optik (Parabolspiegel).
Die jeweilige Quadrik, d. h. Lösungsmenge, wird im Folgenden mit {\textstyle Q} bezeichnet. Darüber hinaus wird auf dieser Seite zur möglichst einfachen Unterscheidung der verwendeten Symbole die folgende in der Linearen Algebra übliche Notation verwendet:
{\displaystyle a} repräsentiert eine reelle Zahl,

{\displaystyle \mathrm {a} } einen Vektor (aufrecht in Kleinbuchstaben),

{\displaystyle \mathrm {A} } eine Matrix (aufrecht in Großbuchstaben).

## Definition
Eine Quadrik ist eine Menge im {\displaystyle n}-dimensionalen reellen Koordinatenraum {\displaystyle \mathbb {R} ^{n}} der Form
{\displaystyle Q=\left\{(x_{1},\ldots ,x_{n})\in \mathbb {R} ^{n}\mid q(x_{1},\ldots ,x_{n})=0\right\}},
wobei
{\displaystyle q(x_{1},\ldots ,x_{n})=\sum _{i,j=1}^{n}a_{ij}x_{i}x_{j}+2\,\sum _{i=1}^{n}b_{i}x_{i}+c}
ein quadratisches Polynom in den Variablen {\displaystyle x_{1},\ldots ,x_{n}} ist. Mindestens einer der Polynomkoeffizienten {\displaystyle a_{11},\dots ,a_{nn}} muss dabei ungleich null sein. Zudem kann ohne Einschränkung vorausgesetzt werden, dass {\displaystyle a_{ij}=a_{ji}} für alle {\displaystyle i,j\in \{1,\dotsc ,n\}} gilt. Eine Quadrik ist damit die Nullstellenmenge eines quadratischen Polynoms mehrerer Variablen beziehungsweise die Lösungsmenge einer quadratischen Gleichung mit mehreren Unbekannten.

## Beispiele
Zum Beispiel beschreibt die Menge der Punkte
{\displaystyle Q=\left\{(x,y)\in \mathbb {R} ^{2}\mid 2x^{2}+3y^{2}=5\right\}}
eine Ellipse in der Ebene. Die Menge der Punkte
{\displaystyle Q=\left\{(x,y,z)\in \mathbb {R} ^{3}\mid x^{2}+y^{2}-z^{2}=1\right\}}
beschreibt ein einschaliges Hyperboloid im dreidimensionalen Raum.

## Eigenschaften

### Matrixdarstellung
In kompakter Matrixnotation kann eine Quadrik als eine Menge von Vektoren
{\displaystyle Q=\left\{\mathrm {x} \in \mathbb {R} ^{n}\mid \mathrm {x^{T}} \mathrm {A} \mathrm {x} +2\mathrm {b^{T}} \mathrm {x} +c=0\right\}}
beschrieben werden, wobei {\displaystyle \mathrm {A} =(a_{ij})\in \mathbb {R} ^{n\times n}} eine symmetrische Matrix und {\displaystyle \mathrm {b} =(b_{i})\in \mathbb {R} ^{n}} sowie {\displaystyle \mathrm {x} =(x_{i})\in \mathbb {R} ^{n}} Spaltenvektoren entsprechender Länge sind. Mit Hilfe der erweiterten Darstellungsmatrix
{\displaystyle \mathrm {\bar {A}} ={\begin{pmatrix}\mathrm {A} &\mathrm {b} \\\mathrm {b^{T}} &c\end{pmatrix}}}
und dementsprechend erweiterten Vektor {\displaystyle \mathrm {\bar {x}} ={\tbinom {\mathrm {x} }{1}}} kann eine Quadrik auch kompakt durch die Menge
{\displaystyle Q=\left\{\mathrm {x} \in \mathbb {R} ^{n}\mid \mathrm {{\bar {x}}^{T}} \mathrm {\bar {A}} \,\mathrm {\bar {x}} =0\right\}}
in homogenen Koordinaten dargestellt werden.

### Typen
Bei Quadriken werden drei grundlegende Typen unterschieden. Die Entscheidung, um welchen Typ es sich bei einer gegebenen Quadrik handelt, kann anhand der Ränge der Matrizen {\displaystyle \mathrm {A} }, {\displaystyle (\mathrm {A|b} )} und {\displaystyle \mathrm {\bar {A}} } getroffen werden:
- Kegeliger Typ: {\displaystyle \operatorname {rang} (\mathrm {\bar {A}} )=\operatorname {rang} (\mathrm {A|b} )=\operatorname {rang} (\mathrm {A} )}
- Mittelpunktsquadrik: {\displaystyle \operatorname {rang} (\mathrm {\bar {A}} )>\operatorname {rang} (\mathrm {A|b} )=\operatorname {rang} (\mathrm {A} )}
- Parabolischer Typ: {\displaystyle \operatorname {rang} (\mathrm {A|b} )>\operatorname {rang} (\mathrm {A} )}

Eine Quadrik heißt dabei ausgeartet, falls
{\displaystyle \det \mathrm {\bar {A}} =0}
gilt. Während nichtausgeartete Quadriken in allen Richtungen gekrümmte Hyperflächen bilden, weisen ausgeartete Quadriken in manchen Richtungen geradlinige Strukturen auf oder sind anderweitig degeneriert.

### Transformationen
Quadriken lassen sich durch Ähnlichkeitsabbildungen transformieren, ohne dass sich ihr Typ dadurch verändert. Ist {\displaystyle \mathrm {S} \in \mathbb {R} ^{n\times n}} eine reguläre Matrix, dann erhält man durch die lineare Transformation {\displaystyle \mathrm {y} =\mathrm {S^{-1}} \mathrm {x} } eine neue Quadrik in den Koordinaten {\displaystyle y_{1},\ldots ,y_{n}}, die der Gleichung
{\displaystyle {\begin{pmatrix}\mathrm {y^{T}} \!\!&1\end{pmatrix}}{\begin{pmatrix}\mathrm {S^{T}} &0\\0&1\end{pmatrix}}{\begin{pmatrix}\mathrm {A} &\mathrm {b} \\\mathrm {b^{T}} &c\end{pmatrix}}{\begin{pmatrix}\mathrm {S} &0\\0&1\end{pmatrix}}{\begin{pmatrix}\mathrm {y} \\1\end{pmatrix}}={\begin{pmatrix}\mathrm {y^{T}} \!\!&1\end{pmatrix}}{\begin{pmatrix}\mathrm {S^{T}AS} &\mathrm {S^{T}b} \\\mathrm {b^{T}S} &c\end{pmatrix}}{\begin{pmatrix}\mathrm {y} \\1\end{pmatrix}}=0}
genügt. Ebenso erhält man durch eine Parallelverschiebung {\displaystyle \mathrm {y=x-u} } um einen Vektor {\displaystyle \mathrm {u} \in \mathbb {R} ^{n}} eine neue Quadrik, die die Gleichung
{\displaystyle {\begin{pmatrix}\mathrm {y^{T}} \!\!&1\end{pmatrix}}{\begin{pmatrix}\mathrm {I} &0\\\mathrm {u^{T}} &1\end{pmatrix}}{\begin{pmatrix}\mathrm {A} &\mathrm {b} \\\mathrm {b^{T}} &c\end{pmatrix}}{\begin{pmatrix}\mathrm {I} &\mathrm {u} \\0&1\end{pmatrix}}{\begin{pmatrix}\mathrm {y} \\1\end{pmatrix}}={\begin{pmatrix}\mathrm {y^{T}} \!\!&1\end{pmatrix}}{\begin{pmatrix}\mathrm {A} &\mathrm {Au+b} \\\mathrm {u^{T}A+b^{T}} &\mathrm {u^{T}Au+2b^{T}u} +c\end{pmatrix}}{\begin{pmatrix}\mathrm {y} \\1\end{pmatrix}}=0}
mit der Einheitsmatrix {\displaystyle \mathrm {I} \in \mathbb {R} ^{n\times n}} erfüllt. Insbesondere ändert sich der Rang der Matrizen {\displaystyle \mathrm {A,(A\mid b)} } und {\displaystyle \mathrm {\bar {A}} } durch solche Affinitäten nicht.
Ist {\displaystyle \det(\mathrm {A} )\neq 0}, so lassen sich beide Methoden mittels {\displaystyle \mathrm {y=S^{-1}x} } und {\displaystyle \mathrm {z=y+S^{-1}A^{-1}b} } zu {\displaystyle \mathrm {z=S^{-1}(x+A^{-1}b)} } kombinieren:
{\displaystyle {\begin{pmatrix}\mathrm {z^{T}} \!\!&1\end{pmatrix}}{\begin{pmatrix}\mathrm {S^{T}} &0\\\mathrm {-b^{T}A^{-1}} &1\end{pmatrix}}{\begin{pmatrix}\mathrm {A} &\mathrm {b} \\\mathrm {b^{T}} &c\end{pmatrix}}{\begin{pmatrix}\mathrm {S} &\mathrm {-A^{-1}b} \\0&1\end{pmatrix}}{\begin{pmatrix}\mathrm {z} \\1\end{pmatrix}}={\begin{pmatrix}\mathrm {z^{T}} \!\!&1\end{pmatrix}}{\begin{pmatrix}\mathrm {S^{T}AS} &0\\0&\mathrm {-b^{T}A^{-1}b} +c\end{pmatrix}}{\begin{pmatrix}\mathrm {z} \\1\end{pmatrix}}=0.}
Da die Matrix {\displaystyle \mathrm {A} } symmetrisch ist, ist sie orthogonal diagonalisierbar, das heißt, es gibt eine orthogonale Matrix {\displaystyle \mathrm {S} }, so dass {\displaystyle \mathrm {S^{-1}AS=S^{T}AS=:D} } eine Diagonalmatrix ist. Damit kann die Quadrik durch die Bedingung
{\displaystyle \mathrm {z^{T}Dz-b^{T}A^{-1}b} +c=0}
ausgedrückt werden. Es kommen also keine gemischt-quadratischen und keine linearen Terme mehr vor. Der Mittelpunkt der Quadrik liegt somit bei {\displaystyle \mathrm {z=0} \Leftrightarrow \mathrm {x=-A^{-1}b} }.

### Normalformen
Durch eine Hauptachsentransformation lässt sich jede Quadrik auf eine der folgenden Normalformen transformieren. Hierzu wird zunächst eine orthogonale Matrix {\displaystyle \mathrm {S} }, beispielsweise eine Dreh- oder Spiegelungsmatrix, derart gewählt, dass {\displaystyle \mathrm {S^{T}AS} } eine Diagonalmatrix ergibt, die die Eigenwerte von {\displaystyle \mathrm {A} } in absteigender Reihenfolge enthält. Im zweiten Schritt wird die transformierte Quadrik derart um einen Vektor {\displaystyle \mathrm {u} } verschoben, dass auch die linearen Terme und der konstante Term weitestgehend verschwinden. Schließlich wird die Quadrik noch so normiert, dass der konstante Term, sofern er nicht null ist, zu eins wird. Dadurch ergeben sich die folgenden drei Normalformen:
- Kegeliger Typ: {\displaystyle {\frac {x_{1}^{2}}{\alpha _{1}^{2}}}+\dotsb +{\frac {x_{p}^{2}}{\alpha _{p}^{2}}}-{\frac {x_{p+1}^{2}}{\alpha _{p+1}^{2}}}-\dotsb -{\frac {x_{r}^{2}}{\alpha _{r}^{2}}}=0}   mit   {\displaystyle 1\leq p\leq r\leq n,\ p\geq r-p}
- Mittelpunktsquadrik: {\displaystyle {\frac {x_{1}^{2}}{\alpha _{1}^{2}}}+\dotsb +{\frac {x_{p}^{2}}{\alpha _{p}^{2}}}-{\frac {x_{p+1}^{2}}{\alpha _{p+1}^{2}}}-\dotsb -{\frac {x_{r}^{2}}{\alpha _{r}^{2}}}=1}   mit   {\displaystyle 1\leq p\leq r\leq n}
- Parabolischer Typ: {\displaystyle {\frac {x_{1}^{2}}{\alpha _{1}^{2}}}+\dotsb +{\frac {x_{p}^{2}}{\alpha _{p}^{2}}}-{\frac {x_{p+1}^{2}}{\alpha _{p+1}^{2}}}-\dotsb -{\frac {x_{r}^{2}}{\alpha _{r}^{2}}}-2x_{r+1}=0}   mit   {\displaystyle 1\leq p\leq r<n,\ p\geq r-p}

Hinzu kommt als Spezialfall die
- Leere Menge: {\displaystyle -{\frac {x_{1}^{2}}{\alpha _{1}^{2}}}-\dotsb -{\frac {x_{r}^{2}}{\alpha _{r}^{2}}}=1}   mit   {\displaystyle 1\leq r\leq n}

In allen Fällen sind die Koeffizienten {\displaystyle \alpha _{1},\dotsc ,\alpha _{r}>0}. Die Kennzahlen {\displaystyle p=|\{\lambda \in \sigma (\mathrm {A} )\colon \lambda >0\}|} und {\displaystyle r=|\{\lambda \in \sigma (\mathrm {A} )\colon \lambda \neq 0\}|=\operatorname {rang} (\mathrm {A} )} ergeben sich dabei aus der Signatur der Matrix {\displaystyle \mathrm {A} }.

## Klassifikation

### Quadriken in einer Dimension
In einer Dimension ist eine Quadrik die Lösungsmenge einer quadratischen Gleichung mit einer Unbekannten, also eine Punktmenge der Form
{\displaystyle Q=\left\{x\in \mathbb {R} \mid ax^{2}+bx+c=0\right\}}.
Durch Verschiebung (quadratische Ergänzung) und Normierung lassen sich die folgenden zwei Fälle unterscheiden:
| Nicht ausgeartete Quadriken                               | Nicht ausgeartete Quadriken | Ausgeartete Quadriken                                   | Ausgeartete Quadriken |
| --------------------------------------------------------- | --------------------------- | ------------------------------------------------------- | --------------------- |
| Zwei Lösungen {\displaystyle {x^{2} \over \alpha ^{2}}=1} |                             | Eine Lösung {\displaystyle {x^{2} \over \alpha ^{2}}=0} |                       |

In dem verbleibenden Fall {\displaystyle -{\tfrac {x^{2}}{\alpha ^{2}}}=1} ergibt sich als Lösungsmenge die leere Menge. In allen Fällen ist {\displaystyle \alpha >0}.

### Quadriken in der Ebene
In der Ebene ist eine Quadrik die Lösungsmenge einer quadratischen Gleichung mit zwei Unbekannten, also eine Punktmenge der Form
{\displaystyle Q=\left\{(x,y)\in \mathbb {R} ^{2}\mid ax^{2}+bxy+cy^{2}+dx+ey+f=0\right\}}.
Hierbei handelt es sich bis auf degenerierte Fälle um Kegelschnitte, wobei ausgeartete Kegelschnitte, bei denen die Kegelspitze in der Schnittebene enthalten ist, von nicht ausgearteten Kegelschnitten unterschieden werden. Durch Hauptachsentransformation lässt sich die allgemeine Gleichung einer Quadrik auf eine der folgenden Normalformen transformieren:
| Nicht ausgeartete Quadriken                                                   | Nicht ausgeartete Quadriken | Ausgeartete Quadriken                                                                         | Ausgeartete Quadriken |
| ----------------------------------------------------------------------------- | --------------------------- | --------------------------------------------------------------------------------------------- | --------------------- |
| Ellipse {\displaystyle {x^{2} \over \alpha ^{2}}+{y^{2} \over \beta ^{2}}=1}  |                             | Zwei schneidende Geraden {\displaystyle {x^{2} \over \alpha ^{2}}-{y^{2} \over \beta ^{2}}=0} |                       |
| Hyperbel {\displaystyle {x^{2} \over \alpha ^{2}}-{y^{2} \over \beta ^{2}}=1} |                             | Zwei parallele Geraden {\displaystyle {x^{2} \over \alpha ^{2}}=1}                            |                       |
| Parabel {\displaystyle {x^{2} \over \alpha ^{2}}-2y=0}                        |                             | Eine Gerade {\displaystyle {x^{2} \over \alpha ^{2}}=0}                                       |                       |
|                                                                               |                             | Ein Punkt {\displaystyle {\frac {x^{2}}{\alpha ^{2}}}+{\frac {y^{2}}{\beta ^{2}}}=0}          |                       |

In den beiden verbleibenden Fällen {\displaystyle -{\tfrac {x^{2}}{\alpha ^{2}}}-{\tfrac {y^{2}}{\beta ^{2}}}=1} und {\displaystyle -{\tfrac {x^{2}}{\alpha ^{2}}}=1} ergibt sich als Lösungsmenge jeweils die leere Menge. In allen Fällen sind {\displaystyle \alpha ,\beta >0}.

### Quadriken im Raum
Im dreidimensionalen Raum ist eine Quadrik die Lösungsmenge einer quadratischen Gleichung mit drei Unbekannten, also eine Punktmenge der Form
{\displaystyle Q=\left\{(x,y,z)\in \mathbb {R} ^{3}\mid ax^{2}+bxy+cxz+dy^{2}+eyz+fz^{2}+gx+hy+iz+j=0\right\}}.
Im Raum ist die Vielfalt der Quadriken deutlich größer als in der Ebene. Hier gibt es ebenfalls ausgeartete und nicht ausgeartete Quadriken. Unter den ausgearteten Quadriken finden sich dabei auch einfach gekrümmte Flächen, wie Zylinder und Kegel. Ähnlich wie in zwei Dimensionen lässt sich die allgemeine Gleichung einer Quadrik auf eine der folgenden Normalformen transformieren:
| Nicht ausgeartete Quadriken                                                                                               | Nicht ausgeartete Quadriken | Ausgeartete Quadriken (gekrümmte Flächen)                                                                         | Ausgeartete Quadriken (gekrümmte Flächen) | Ausgeartete Quadriken (Ebenen u. a.)                                                                              | Ausgeartete Quadriken (Ebenen u. a.) |
| --- | --------------------------- | --- | ----------------------------------------- | --- | ------------------------------------ |
| Ellipsoid {\displaystyle {x^{2} \over \alpha ^{2}}+{y^{2} \over \beta ^{2}}+{z^{2} \over \gamma ^{2}}=1}                  |                             | Elliptischer Kegel {\displaystyle {x^{2} \over \alpha ^{2}}+{y^{2} \over \beta ^{2}}-{z^{2} \over \gamma ^{2}}=0} |                                           | Zwei schneidende Ebenen {\displaystyle {\frac {x^{2}}{\alpha ^{2}}}-{\frac {y^{2}}{\beta ^{2}}}=0}                |                                      |
| Einschaliges Hyperboloid {\displaystyle {x^{2} \over \alpha ^{2}}+{y^{2} \over \beta ^{2}}-{z^{2} \over \gamma ^{2}}=1}   |                             | Elliptischer Zylinder {\displaystyle {x^{2} \over \alpha ^{2}}+{y^{2} \over \beta ^{2}}=1}                        |                                           | Zwei parallele Ebenen {\displaystyle {\frac {x^{2}}{\alpha ^{2}}}=1}                                              |                                      |
| Zweischaliges Hyperboloid {\displaystyle {x^{2} \over \alpha ^{2}}+{y^{2} \over \beta ^{2}}-{z^{2} \over \gamma ^{2}}=-1} |                             | Hyperbolischer Zylinder {\displaystyle {x^{2} \over \alpha ^{2}}-{y^{2} \over \beta ^{2}}=1}                      |                                           | Eine Ebene {\displaystyle {x^{2} \over \alpha ^{2}}=0}                                                            |                                      |
| Elliptisches Paraboloid {\displaystyle {x^{2} \over \alpha ^{2}}+{y^{2} \over \beta ^{2}}-2z=0}                           |                             | Parabolischer Zylinder {\displaystyle {x^{2} \over \alpha ^{2}}-2y=0}                                             |                                           | Eine Gerade {\displaystyle {\frac {x^{2}}{\alpha ^{2}}}+{\frac {y^{2}}{\beta ^{2}}}=0}                            |                                      |
| Hyperbolisches Paraboloid {\displaystyle {x^{2} \over \alpha ^{2}}-{y^{2} \over \beta ^{2}}-2z=0}                         |                             | |                                           | Ein Punkt {\displaystyle {\frac {x^{2}}{\alpha ^{2}}}+{\frac {y^{2}}{\beta ^{2}}}+{\frac {z^{2}}{\gamma ^{2}}}=0} |                                      |

In den drei verbleibenden Fällen {\displaystyle -{\tfrac {x^{2}}{\alpha ^{2}}}-{\tfrac {y^{2}}{\beta ^{2}}}-{\tfrac {z^{2}}{\gamma ^{2}}}=1}, {\displaystyle -{\tfrac {x^{2}}{\alpha ^{2}}}-{\tfrac {y^{2}}{\beta ^{2}}}=1} und {\displaystyle -{\tfrac {x^{2}}{\alpha ^{2}}}=1} ergibt sich als Lösungsmenge wiederum jeweils die leere Menge. In allen Fällen sind {\displaystyle \alpha ,\beta ,\gamma >0}.
Für {\displaystyle \alpha =\beta } (bzw. {\displaystyle \beta =\gamma } im Fall des zweischaligen Hyperboloids) erhält man in folgenden Fällen Rotationsflächen, die auch als Drehquadriken bezeichnet werden: Rotationsellipsoid, ein- und zweischaliges Rotationshyperboloid, Rotationsparaboloid, Kreiskegel und Kreiszylinder. Regelflächen, also Flächen, die von einer einparametrigen Geradenschar erzeugt werden, sind Kegel, elliptischer und parabolischer Zylinder, Ebene, einschaliges Hyperboloid und hyperbolisches Paraboloid. Die letzteren drei Flächen werden sogar von zwei Geradenscharen erzeugt und sind die einzig möglichen doppelt gekrümmten Regelflächen im Raum.

## Projektive Quadriken
Die Vielfalt der Quadriken verringert sich erheblich, wenn man sowohl den affinen Raum, in dem eine Quadrik definiert ist, als auch die Quadrik selbst projektiv abschließt. Die projektiven Erweiterungen von Ellipsen, Hyperbeln und Parabeln sind projektiv alle zueinander äquivalent, das heißt, es gibt eine projektive Kollineation, die die eine Kurve auf die andere abbildet (siehe projektiver Kegelschnitt).
Im dreidimensionalen Raum sind folgende Quadriken äquivalent:
- Ellipsoid, zweischaliges Hyperboloid und elliptisches Paraboloid,
- einschaliges Hyperboloid und hyperbolisches Paraboloid,
- elliptischer, hyperbolischer, parabolischer Zylinder und Kegel.

## Verallgemeinerungen
Allgemeiner können Quadriken auch in Vektorräumen über einem beliebigen Körper, also auch über dem Körper der komplexen Zahlen oder auch über endlichen Körpern betrachtet werden.